# Притварка
Притварка — річка в Україні, в межах Києво-Святошинського району Київської області. Права притока Бобриці (басейн Ірпеня). 

Довжина 10 км. Річка витікає з болітця, що на південно-східній околиці міста Боярка. Серед приток — струмок зі Срібного джерела у місті Боярка. 

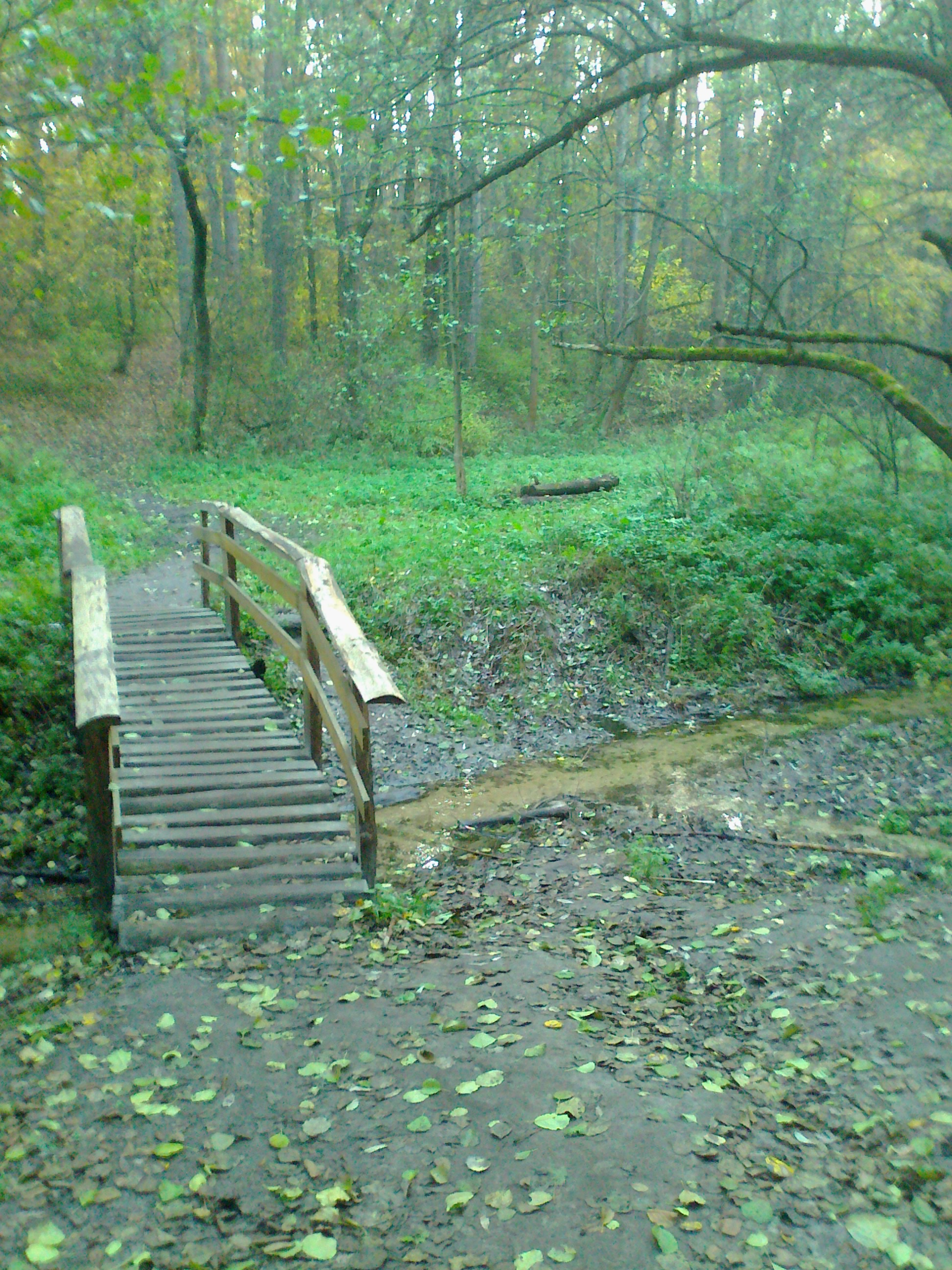
Притварка неподалік від витоків

На Притварці створено вісім ставків: п'ять в межах міста ("Лісничий" «Санаторний», «Старобоярський», «Київський» та «Залізничний») і три в лісі («Шкільний», «Лісовий», «Йосипів»).